# Bossugan
Bossugan – miejscowość i gmina we Francji, w regionie Nowa Akwitania, w departamencie Żyronda.
Według danych na rok 1990 gminę zamieszkiwało 55 osób, a gęstość zaludnienia wynosiła 23 osób/km² (wśród 2290 gmin Akwitanii Bossugan plasuje się na 1117. miejscu pod względem liczby ludności, natomiast pod względem powierzchni na miejscu 1556.).